# Bebe Moore Campbell
Bebe Moore Campbell (nascuda com Elizabeth Bebe Moore el 8 de febrer de 1950, a Filadèlfia, Pennsilvània – 27 de novembre de 2006, a Los Angeles, Califòrnia) fou un escritora, periodista i professora afroamericana estatunidenca. Segons el New York Times, Campbell va escriure tres bestsellers: Brothers and Sisters, Singing in the Comeback Choir i What You Owe Me, que fou considerat com el millor llibre del 2001 per Los Angeles Times. A més d'escriure novel·les, va escriure assajos i articles que s'han publicat en moltes antologies.

## Infància, joventut i educació
Va néixer amb el nom de Elizabeth Bebe Moore a Filadèlfia, Pennsilvània. Es va graduar a la Philadelphia High School for Girls i va obtenir un batxillerat universitari en ciències a la Universitat de Pittsburgh. Fou membre honorària de la germandat Alpha Kappa Alpha.

## Carrera professional
Les obres de ficció de Campbell relaten sovint sobre l'impacte negatiu que provoca el racisme en els individus i les seves relacions. El 1992 Campbell va editar la seva primera i més aclamada novel·la, Your Blues Ain't Like Mine que fou descrit pel The New York Times Magazine com un dels llibres més influents del 1992. Aquest llibre, inspirat en l'assassinat d'Emmet Till que havia passat el 1955, descriu l'impacte que produeix un crim sense sentit en la família de la víctima. La seva segona novel·la, Brothers and Sister (1994) es va inspirar en la mort de Rodney King per part de la policia i els subseqüents aixecaments de Los Anteles. Dues setmanes després que hagués sortit al mercat, The New York Times Magazine la va considerar com un best seller. El 2003 va publicar la seva primera obra infantil, Sometimes My Mommy Gets Angry, que tractava la salut mental. El seu llibre 72 Hour Hold també tracta sobre la malaltia mental. El juny de 2003 es va estrenar la seva primera obra de teatre a la ciutat de Nova York.. Com a periodista, Campbell va escriure articles per publicacions com The New York Times Magazine, The Washington Post, Los Angeles Times, Essence, Ebony, Black Enterprise, entre d'altres. Fou comentadora regular en un el programa radiofònic Morning Edition de la Ràdio Pública Nacional dels Estats Units.

## Vida personal i mort
Campbell vivia a Los Angeles amb el seu marit Ellis Gordon Jr.; va tenir dos fills, Ellis Gordon III i l'actriu Maia Campbell, que era filla del seu primer marit, Tiko Campbell. Bebe Moore Campbell va morir per un tumor cerebral el 27 de novembre de 2006 a l'edat de 56 anys.
Els arxius personals de Campbell conformen la col·lecció Bebe Moore Campbell del servei dels arxius de la Universitat de Pittsburg.

## Obres seleccionades

### Novel·les
- Your Blues Ain't like Mine (1992)
- Brothers and Sisters (1994)
- Singing in the Comeback Choir (1998)
- What You Owe Me (2001)
- 72 Hour Hold (2005)

### Llibres infantils
- Sometimes My Mommy Gets Angry (2003)
- Stompin' at the Savoy (2006)

### Llibres d'assaig
- Successful Women, Angry Men: Backlash in the Two-Career Marriage (1986)
- Sweet Summer: Growing Up with and without My Dad (1989)

### Radionovel·les
- Sugar on the Floor
- Old Lady Shoes

### Articles i assajos seleccionats
- "Staying in the Community" (1989)
- "Daddy's Girl" (1992)
- "Remember the 60's?" (1992)
- "Brothers and Sisters" (1993)
- "I Felt Rage-Then Fear" (1993)
- "Only Men can Prevent Spousal Abuse" (1994)
- "Coming Together: Can We See Beyond the Color of Our Skin?" (1995)
- "The Boy in the River" (1999)
- "Poor Health of African Americans" (2000)